# Let It Shine (banda sonora)
La banda sonora de Let It Shine cuenta con 13 canciones originales y fue lanzado el 12 de junio de 2012. Las canciones fueron escritas por los máximos compositores y productores en el negocio de pop y R&B. Por desgracia, la banda sonora no cuentan con las famosas líneas de "Roxie, I'm sorry" como en la versión cinematográfica de "Me and You" interpretado por Tyler James Williams (Cyrus) y Coco Jones (Roxie)
La banda sonora debutó en el número 29 en el US Billboard 200. También se ha trazado en el número 22 en el US Digital Albums el gráfico 3 en la tabla US Rap Albums, el número 2 en la tabla US Top Soundtracks. El 29 de junio de 2012, la banda sonora encabezó la tabla US Rap Albums en 1.

## Sencillos
- "Don't Run Away" fue el primer sencillo de la banda sonora, interpretado por Tyler James Williams con IM5. La canción fue lanzada el 20 de abril de 2012.[6] Fue escrito por Armato, James, In-Q, Thomas Sturges y Jon Vella, producido por Tim James y Antonina Armato

- "What I Said" fue el segundo sencillo de la banda sonora, interpretado por Coco Jones. La canción fue lanzada el 22 de mayo de 2012.[3][4] Fue escrito por Lambert "Stereo" Waldrip, Justin Mobley, Anya Vasilenko, Tocarra Phillips y Steven Jones, producido por Lambert "Stereo" Waldrip

- "Guardian Angel" fue el tercer sencillo de la banda sonora, interpretado por Tyler James Williams & Coco Jones. La canción fue lanzada el 22 de mayo de 2012.[5] Fue escrito por Armato, James, In-Q, Thomas Sturges y Jon Vella, producido por Tim James, Antonina Armato

- "Me and You" fue el cuarto y último sencillo lanzado de la banda sonora, interpretado por Tyler James Williams & Coco Jones. La canción fue lanzada el 15 de junio de 2012. Fue escrito por Gad, Robbins y Adam Hicks, producido por Toby Gad.

## Recepción de la crítica
Matt Collar de Allmusic le dio una revisión: "La banda sonora del musical de Disney 2012, Let It Shine cuenta con una mezcla de pop R&B, orientado al baile de hip-hop, y números contemporáneos de gospel. La película está concebida como una moderna versión de hip-hop de la historia de Cyrano de Bergerac, y la banda sonora incluye cortes por las estrellas Tyler James Williams como Cyrus DeBarge y Coco Jones como Roxanne "Roxie" Andrews, junto con otros. En el extremo del pop, éstos son brillantes, pistas hábilmente producidas que traen a la mente una mezcla del sonido dance-club de Mike Posner, Lupe Fiasco, y Usher. Por otra parte, hay unos pocos apasionados, teñidos de baladas gospel, incluyendo "Good to Be Home" de Jones y la canción edificante."

## Rendimiento comercial
La banda sonora debutó en el número 29 entonces con un máximo en el número 12 en los EE. UU. Billboard 200. También se ha trazado en el número 22 en la tabla de EE. UU. Digital Albums en la tabla 3 de EE. UU. Rap Albums, el número 2 en la tabla de los EE. UU. Top Soundtracks. Encabezó los EE. UU. Rap Albums el 29 de junio de 2012.

## Listado de la pista
| N.º | Título                                                                           | Escritor(es)                                                                            | Producer(s)                | Duración |  |
| 1.  | «Don't Run Away» (Tyler James Williams (feat. IM5))                              | Armato, James, In-Q, Sturges, Vella                                                     | Tim James, Antonina Armato | 2:56     |  |
| 2.  | «Guardian Angel» (Tyler James Williams & Coco Jones)                             | Armato, James, In-Q, Sturges, Vella                                                     | Tim James, Antonina Armato | 3:42     |  |
| 3.  | «Me and You» (Tyler James Williams & Coco Jones)                                 | Gad, Robbins, Adam Hicks                                                                | Toby Gad                   | 3:36     |  |
| 4.  | «What I Said» (Coco Jones)                                                       | Lambert "Stereo" Waldrip, Justin Mobley, Anya Vasilenko, Tocarra Phillips, Steven Jones | Lambert "Stereo" Waldrip   | 3:01     |  |
| 5.  | «Who I'm Gonna Be» (Coco Jones)                                                  |                                                                                         |                            | 2:52     |  |
| 6.  | «You Belong to Me» (Cast of Let It Shine)                                        | Armato, James, In-Q, Sturges, Vella                                                     | Tim James, Antonina Armato | 2:36     |  |
| 7.  | «Tonight's the Night» (Brandon Mychal Smith, Spencer Lee & Tyler James Williams) | Toby Gad, Lindy Robbins, David Banner, J-Doe                                            | Toby Gad                   | 3:13     |  |
| 8.  | «Around the Block» (Cast of Let It Shine)                                        | Armato, James, In-Q, Sturges, Vella                                                     | Tim James, Antonina Armato | 1:25     |  |
| 9.  | «Moment of Truth» (Brandon Mychal Smith & Tyler James Williams)                  | Armato, James, In-Q, Sturges, Vella                                                     | Tim James, Antonina Armato | 3:15     |  |
| 10. | «Joyful Noise» (Cast of Let It Shine)                                            | Dapo Torimiro, Jay L'Oreal                                                              | Dapo Torimiro              | 2:16     |  |
| 11. | «Good to be Home» (Coco Jones)                                                   | Adam Watts, Andy Dodd                                                                   | Adam Watts, Andy Dodd      | 3:25     |  |
| 12. | «Let It Shine» (Coco Jones & Tyler James Williams)                               | Armato, James, In-Q, Sturges, Vella                                                     | Tim James, Antonina Armato | 2:53     |  |
| 13. | «Self Defeat» (Tyler James Williams)                                             | Antonina Armato, Tim James, In-Q, Thomas Armato Sturges, Jon Vella                      | Tim James, Antonina Armato | 2:22     |  |

## Posicionamiento en listas
| US Billboard 200               | 12 |
| US Digital Albums (Billboard)  | 20 |
| US Rap Albums (Billboard)      | 1  |
| US Top Soundtracks (Billboard) | 2  |